# BC4ü Bay 14
Der BC4ü Bay 14 war ein Drehgestell-Durchgangswagen mit Seitengang der für den Einsatz im internationalen Schnellzugverkehr für die  K.Bay.Sts.B. gebaut wurde. Im Nachtrag von 1914 zum Wagenstandsverzeichnis von 1913 hatte er die Blatt-Nr. 132.

## Beschaffung
Als dritte Generation der bayerischen Schnellzugwagen wurden zwischen 1908 und 1924 insgesamt 169 Wagen der Gattung  AB4ü,  ABC4ü, BC4ü und C4ü beschafft. Diese wurden zur Verbesserung der Laufruhe mit den längeren bayerischen Regeldrehgestellen mit 3.500 mm Achsstand ausgestattet.

## Verbleib
Bis auf eine Ausmusterung (Schaden?) wurden die Wagen alle von der DR übernommen. Drei Wagen können nach 1945 nicht mehr nachgewiesen werden. Bis 1956 wurden die Wagen bei der DB ausgemustert.

## Konstruktive Merkmale

### Untergestell
Der Grundrahmen des mit dem Wagenkasten verbundenen Untergestells wurde komplett aus Holz aufgebaut, welches teilweise – z. B. für die äußeren Längsträger – mit aufgeschraubten Winkeleisen verstärkt wurde. Für die Querträger wurden ebenfalls hölzerne Profile verwendet. Man versprach sich durch diese Bauweise für hochwertige Wagen einen ruhigeren Lauf. Die hölzernen Querträger zur Aufnahme der Drehschemelpfannen wurden ebenfalls mit Winkeleisen armiert. Zur Unterstützung der äußeren Längsträger wurde wegen des großen Radstandes auf beiden Seiten ein Sprengwerk mit nachstellbaren Zugstangen angebaut. Die Pufferbohlen waren komplett aus Walzprofilen aufgebaut. Als Zugeinrichtung hatten die Wagen Schraubenkupplungen mit Sicherheitshaken nach VDEV, die Zugstange war durchgehend und mittig gefedert. Als Stoßeinrichtung besaßen die Wagen Stangenpuffer mit einer Einbaulänge von 650 mm, die Pufferteller hatten einen Durchmesser von 370 mm.

### Laufwerk
Zur Verbesserung der Laufkultur hatten die Wagen die langen Drehgestelle bayerischer Bauart mit einem Radstand von 3.500 mm. Die Rahmen der Drehgestelle waren aus Blechen und Winkeln zusammengenietet. Gelagert waren die Achsen in Gleitachslagern. Die Räder hatten Speichenradkörper der bayerischen Bauart 39. Die aus neun Blättern bestehenden Längsfedern hatten eine Länge von 1.250 mm bei einem Querschnitt von 90 mm × 13 mm.
Wegen des großen Drehgestellabstands wurde das Untergestell durch ein räumliches Sprengwerk in der Ebene der äußeren Längsträger unterstützt. Dieses konnte nachgestellt werden.
Alle Wagen hatten eine Handbremse im geschlossenen Übergang an einem Wagenende und Druckluftbremsen des Typs  Westinghouse. Für den Übergang auf fremde Gesellschaften wurden die Wagen teilweise auch mit automatischen Saugluftbremsen des Systems HARDY ausgestattet.

### Wagenkasten
Das Wagenkastengerippe bestand aus einem hölzernen Ständerwerk. Es war außen mit Blech und innen mit Holz verkleidet. Die Seitenwände waren glatt und bis zur Oberkante der äußeren Längsträger heruntergezogen. Die Wagen besaßen ein Tonnendach süddeutscher Bauart. Die Dachabschlüsse über den eingezogenen Einstiegen waren gerundet.

### Ausstattung
Der Innenraum hatte insgesamt acht Abteile, drei der zweiten Klasse und vier der dritten Klasse. Diese waren mit Schiebetüren zum Seitengang hin abgeschlossen. Die Abteile der 2.-Klasse hatten Polstersitze, die der 3.-Klasse Holzlattenbänke. An beiden Wagenenden befanden sich die mit einer Waschgelegenheit kombinierten Toiletten.
Die Beheizung der Wagen erfolgte über eine Dampfheizung.
Die Belüftung erfolgte über Dachlüfter bzw. über die versenkbaren Fenster.
Die Beleuchtung erfolgte durch Gaslampen. Ein großer Vorratsbehälter hing in Wagenlängsrichtung am Rahmen. Ab den 1930er Jahren erfolgte eine Umrüstung auf elektrische Beleuchtung.
Für den Übergang nach Österreich und/oder der Schweiz waren die Wagen mit entsprechenden Signalstützen ausgestattet.

## Bemerkung
1930 wurden insgesamt drei Wagen zu BC4ü Bay 14/30 umgebaut. Dabei erfolgten Änderungen im WC-Bereich und die Wagen erhielten einen Schaltschrank für die Elektrik. Zudem wurden die Seitenwandbleche erneuert.

## Skizzen, Musterblätter, Fotos

Auszug aus dem WV von 1913
Ansicht zu Blatt 132 aus dem WV von 1913

## Wagennummern
| 1914 | Rath. |  | 2 522 Mü |  | 25 007 Mü | 15 939 Mü |           | xx/1945? | München    | 4 | HE, E |               | Pl; Wsbr; Ahbr | Gg | D | 2 |               | 18 (18) | 40 (30) |  | AT |  |
| 1914 | Rath. |  | 2 523 Mü |  | 25 008 Mü | 15 940 Mü |           | xx/1945? | München    | 4 | HE, E |               | Pl; Wsbr; Ahbr | Gg | D | 2 |               | 18 (18) | 40 (30) |  | AT |  |
| 1914 | Rath. |  | 2 524 Mü |  | 25 009 Mü |           | 15 941 Mü | 12/1950  | Seelze     | 4 | HE, E | Altschadwagen | Pl; Wsbr; Ahbr | Gg | D | 2 |               | 18 (18) | 40 (30) |  | AT |  |
| 1914 | Rath. |  | 2 525 Mü |  | 25 010 Mü | 15 942 Mü |           | 01/1950  | Regensburg | 4 | HE, E |               | Pl; Wsbr; Ahbr | Gg | D | 2 | Altschadwagen | 18 (18) | 40 (30) |  |    |  |
| 1914 | Rath. |  | 2 526 Mü |  | 25 011 Mü |           | 15 943 Mü | xx/193x  | München    | 4 | HE, E |               | Pl; Wsbr; Ahbr | Gg | D | 2 |               | 18 (18) | 40 (30) |  |    |  |
| 1914 | Rath. |  | 2 527 Mü |  | 25 012 Mü | 15 944 Mü |           | 02/1950  | München    | 4 | HE, E | Pl; Wsbr      |                | Gg | D | 2 | Altschadwagen | 18 (18) | 40 (30) |  |    |  |
| 1914 | Rath. |  | 2 528 Mü |  | 25 013 Mü | 15 945 Mü |           | xx/1945? | München    | 4 | HE, E | Pl; Wsbr      |                | Gg | D | 2 |               | 18 (18) | 40 (30) |  |    |  |
| 1914 | Rath. |  | 2 529 Mü |  | 25 014 Mü | 15 946 Mü |           | 01/1956  | München    | 4 | HE, E | Pl; Wsbr      | BDW 707847     | Gg | D | 2 |               | 18 (18) | 40 (30) |  |    |  |
| 1914 | Rath. |  | 2 530 Mü |  | 25 015 Mü |           | 15 947 Mü | 03/1955  | Weiden     | 4 | HE, E | Pl; Wsbr      |                | Gg | D | 2 |               | 18 (18) | 40 (30) |  |    |  |
| 1914 | Rath. |  | 2 531 Mü |  | 25 016 Mü | 15 948 Mü |           | 12/1950  | Seelze     | 4 | HE, E | Pl; Wsbr      | Altschadwagen  | Gg | D | 2 |               | 18 (18) | 40 (30) |  |    |  |